# Ho Tze-Lok
Tomato Ho Tze-Lok, née le 26 octobre 1995 à Hong Kong, est une joueuse professionnelle de squash représentant Hong Kong. Elle atteint en mai 2023 la 23e place mondiale sur le circuit international, son meilleur classement. Elle est championne de Hong Kong en 2022 et en 2024 et championne d'Asie en 2025..
Elle est championne d'Asie par équipes en 2018.

## Biographie
Lors du Cleveland Classic 2023, elle réalise la meilleure performance de sa carrière en s'imposant face à la 8e joueuse mondiale Sarah-Jane Perry et la 14e joueuse Tesni Evans,. À la suite de ces performances, elle grimpe à la 28e place mondiale.

## Palmarès

### Titres
- Championnats d'Asie : 2025
- Championnats de Hong Kong : 2 titres (2022, 2024)
- Championnats d'Asie par équipes : 2 titres (2018, 2022)